# Palacio Margherita

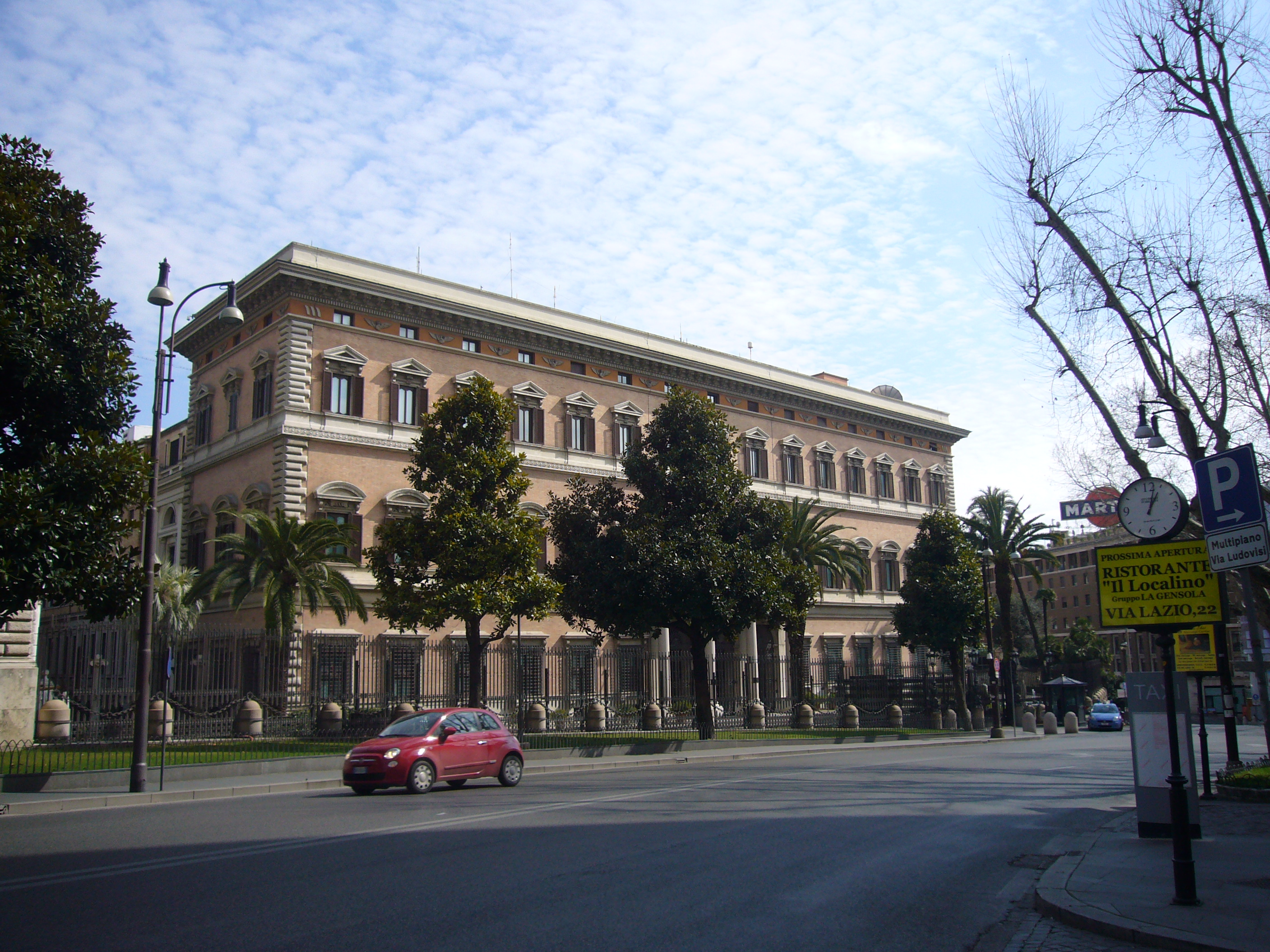
Vista del palacio Margherita en la vía Veneto.

El palacio Margherita es un palacio histórico de la ciudad de Roma, situado en la Via Veneto. Se construyó entre 1886 y 1890 por Gaetano Koch para el príncipe Rodolfo Boncompagni Ludovisi en una parte de los jardines de la Villa Ludovisi, hoy desaparecida. El alto coste de la construcción del palacio forzó al príncipe a venderlo al Estado italiano.
El palacio recibe su nombre por la reina Margarita Teresa de Saboya que vivió allí después del asesinato en 1900 de su marido el rey Humberto I de Italia. Actualmente, el palacio acoge la embajada de Estados Unidos en Italia.